# العبيدية (السودان)
العبيدية
سميت العبيدية بهذا الاسم الذي ينحدر في القالب بعدة رويات.
الرواية الأولى:- انها مملكة عبيدالله
الثانية:- انها سوق للعبيد (عبد إيد يه)وان أهل المنطقة كانو يدفعون دية العبيد
الرواية الثالثة:- يقال ان اصل العبيدية كلمة تركية.
الموقع الجغرافى:-
تقع في ولاية نهر النيل شمال مدينة بربر 18 كيلومتر. يحدها من الغرب النيل ومنطقة الباوقة ومن الشمال مبيريكة ومن الشرق حدود ولاية البحر الأحمر ومن الجنوب منطقة الحفاب.
تقسيم المنطقة:-
تنقسم منطقة العبيدية إلى عدة قرى صغيرة تمتد من الجنوب إلى الشمال بالترتيب ابتداء من: -
1-الضانقيل 
2-الحافاب 
3-نمر والطاشاب
4-القمبرات
5-الطريف
6-القيزان 
7-النفافير
8-الهدباب (بها محطه السكة حديد ويبعد عنها مشرع البنطون بنصف كيلو متر تقريبا)
9-ودالشيخ، وأبو مريخ. وتتبع مناطق ارتولى ومبيريكة أيضاً لإدارة محلية العبيدية {الفاروق}
القبائل والتركيبة السكانية:-
سكان المنطقة الاصليين هم الميرفاب ويمثلون نسبة 75% من السكان بالإضافة لعدة قبائل منها الجعليين والرباطاب ووالخيراب والمرغماب (كواهله) والكمالاب والمناصير والبشارين والنوبة {جبال النوبة} والانقرياب والكديشاب والجهيماب والمنصوراب.
العادات والتقاليد:-
من شيم أهل المنطقة الكرم والشجاعة.
تنقسم تراثات المنطقة بانقسام القبائل الموجودة بالمنطقة
1-النحاس الذي يقرع في الزواج واستقبال الضيوف وقديما في الحرب ويخص الميرفاب
2-الهجن وهو سباق الابل ويقام في الافراح والفروسية واستعراض مهارات الإبل ويخص القبائل البدوية (البشارين والجهيماب والخيراب)
3-وتوجد بعض التراثيات الأخرى التي تشمل خشم بعض البيوت مثل الربابة وهي عزف الطنبور مع التصفيق.
النشاط الاقتصادي والحرفي للسكان:-
مهنة السكان الاصلية الزراعة حيث تمتاز المنطقة بالاراضى الخصبة حيث يستقل المزارعون مهارتهم الفردية في إنتاج المحاصيل البقولية مثل الفول المصري والفاصوليا الحمص بالإضافة إلى المحاصيل الأخرى مثال الذرة الرفيعة والشامية والخضر والبلح والبطاطس.
ومن المهن الأخرى التجارة حيث تعتبر منطقة العبيدية حاليا منطقة حره ويوجد بها سوق ويعتبر من أكبر اسواق الولاية.إضافة إلى التعدين الأهلى عن الذهب حيث يوجد بالمنطقة مقر شركة رضا للتعدين.
أيضاً توجد بالعبيدية نقطة جمارك #العبيدية ومحطة للسكك الحديد.
موارد المنطقة الطبيعية:-
يوجد بها نسبة كبيرة من خام الذهب والمايكه
الخدمات الصحية والتعليمية:-
التعليم
يهتم إنسان المنطقة منذ القدم بالتعليم حيث تاسست أول مدرسة بالمنطقة في العام 1946 وهي مدرسة العبيدية الاولية والان يوجد بها 8 مدارس للاساس 4 للبنات و4 للبنين واربعه مدارس ثانوية.